# Mounir Aït l'Hadi
Mounir Ait l'hadi (en arabe : منير ايت الهادي) est un footballeur algérien né le 18 août 1994 à Kouba dans la wilaya d'Alger. Il évolue au poste de milieu défensif au NA Hussein Dey.

## Biographie
Il évolue en première division algérienne avec le club de NA Hussein Dey . 

## Palmarès
NA Hussein Dey
- Coupe d'Algérie espoirs (1) :
  - Champion : 2014-15.